# Bálványos
Bálványos je naselje u središnoj zapadnoj Mađarskoj.
Zauzima površinu od 23,69 km četvornih.

## Zemljopisni položaj
Nalazi se na 46° 46' 46" sjeverne zemljopisne širine i 17° 57' 5" istočne zemljopisne dužine, 8 km jugoistočno od obale Blatnog jezera.
2 km sjeverozapadno je Kereki, 4,5 km sjeverno-sjeverozapadno je Kőröshegy, 5 km sjeveroistočno je Balatonendréd, 5 km istočno je Lulla, 4 km jugoistočno je Sérsekszölös, 4 km južno jugoistočno je Zala, bliže jugu je Kapoly, 6 km jugoistočno je Somogymeggyes, a 2 km zapadno je Pusztaszemes.

## Upravna organizacija
Upravno pripada Balatonföldvárskoj mikroregiji u Šomođskoj županiji. Poštanski broj je 8614.

## Promet
3 km sjeverozapadno prolazi državna cestovna prometnica E71 odnosno M7.

## Stanovništvo
Bálványos ima 563 stanovnika (2001.). Skoro svi su Mađari, a u mjestu živi nešto malo Nijemaca.

## Vanjske poveznice
- (mađ.) Zračne slike